# Seigneurie de Biscaye

Armes primitives de la maison des Haro, titulaires de la seigneurie de Biscaye entre le. Sa composition a été transmise à l'héraldique de nombreuses municipalités de la province de Biscaye

La seigneurie de Biscaye (Señorío de Vizcaya en espagnol) a été une forme d'organisation politique qui a été maintenue dans l'actuelle province de Biscaye jusqu'en 1876, quand ont été abolies les juridictions (fors). Dépendant de la Castille, mais avec une législation et gouvernement propres, la seigneurie de Biscaye a maintenu l'organisation traditionnelle qui régissait dans cette terre, en offrant à ses citoyens un statut propre et des privilèges qui les rendaient différents du reste des possessions du royaume de Castille.

## La légende
En l'an 840, des troupes asturiennes du roi Alphonse II, commandées par le frère l'infant Ordoño, réclament à la Biscaye les impôts non payés (un bœuf, une vache et un cheval blanc). Les Biscayens refusent et font face dans la bataille de Padura ou Busturia, où ils vainquirent et poursuivirent les troupes vaincues dans leur fuite jusqu'à l'arbre gafo ou l'arbre malato situé à Luyando, Alava, limitrophe à cette époque de la Biscaye, où elles laissèrent clouée une épée. Depuis lors Padura ou Busturia sera appelés Arrigorriaga (pierres rouges - de sang) du fait que par la cruauté de la bataille toutes les pierres ont été teintes de sang. L'infant Ordoño lui-même est mort dans cette bataille et sa tombe se trouve dans l'église de Santa María Magdalena, à Arrigorriaga. Dans la lutte, on notera pour sa bravoure parmi les Biscayens un jeune noble, Lope Fortún, de Mundaka, fils d'une princesse écossaise et d'un noble de Mundaka appelé le serpent (sugar en basque). Après la bataille, les Biscayens acclament ce noble, et en 888 le nomment leur seigneur. Il sera le premier seigneur de Biscaye sous le nom de Señor Blanco (en espagnol) (Jaun Zuria en basque) dû au fait qu'il était blond et de peau très claire.

## L'histoire

Armoiries du roi Ferdinand II d'Aragon en tant que seigneur de Biscaye

Au début de la Reconquista, les territoires de l'actuelle Biscaye restent sous l'influence du royaume des Asturies.
Après l'annexion du comté de Castille par Sanche III de Navarre (1029), la Biscaye reste sous l'influence navarraise, jusqu'en l'an 1040, quand Íñigo López, premier seigneur de Biscaye régissait la Biscaye nucléaire (sans les Enkarterri ni le Durangaldea). Dans les confrontations entre la Castille et la Navarre, il se déclare vassal du roi de Castille, en livrant la Biscaye. En remerciement il est nommé premier seigneur de Biscaye, titre accordé à titre héréditaire.
En l'an 1135 la Biscaye nucléaire est à nouveau sous orbite navarraise, passant définitivement à  la Castille en 1180. Les Enkarterri suivent dans le royaume de Castille et le Durangaldea dans celui de la Navarre, jusqu'en 1200, où on l'intégrera dans la seigneurie.
Le titre est hérité par ses descendants jusqu'à ce que, par héritage maternel, en 1370, il revienne à l'infant Juan de Castille, qui hérite de son père le royaume de Castille sous le nom de règne de Juan Ier. La Biscaye restera depuis lors attachée à la couronne, d'abord à celle de Castille et ensuite, depuis Charles Quint, à celle d'Espagne, toujours avec la condition que le Seigneur en place jure de défendre et maintenir les libertés de la seigneurie (propres lois biscayennes). Ces libertés (ou fueros) affirmaient que les Biscayens, au moins en théorie, pouvaient désobéir au Seigneur qui ne respecterait pas son serment.

## Les parties  de la seigneurie
La Biscaye nucléaire était formée par :
- La Lur Laua, dans le sens de sans murailles, c'est-à-dire, les domaines et fermes dans le noyau de Biscaye, régies par l'utilisation et la coutume avec le for biscayen et infanzón, organisées en 72 elizates.
- Les villages et 1 Ville, emmurées exemptées de la juridiction (for) biscayenne et d'infanzón, avec ses lettres de peuplement et juridictions particulières et qui tenaient leurs juntes séparément de celles tenues par la seigneurie. Celles-ci sont : Balmaseda, Bermeo, Bilbao, Durango, Ermua, Guernica, Lanestosa, Lekeitio, Markina-Xemein, Ondarroa, Otxandio, Portugalete, Plentzia, la ville est Orduña.

Dans des phases postérieures on lui a adjoint :
- les Enkarterri, 5 républiques unies écartées formées par 10 conseils ou vallées plus grandes avec sa propre juridiction et gouvernement et qui envoyaient ses avocats aux juntes à Avellaneda, où ils se divisaient en tiers.
- le durangaldea ou mérindade de Durango, qui tenait l'assemblée dans la Campa Foral de Guerendiaga face à l'ermitage San Salvador et de San Clemente d'Abadiano.

Les villages, la ville et les encartaciones allaient seulement aux juntes générales de Guernica quand on allait traiter des sujets communs qui les affectaient.
Les procès qu'auront les moradores de Biscaye pouvaient être faits en appel devant le corrégidor de la seigneurie, et devant le juge majeur de Biscaye qui résidait à la chancellerie royale de Valladolid (Real Cancillería de Valladolid).

## Les seigneurs

Version biscayenne des armes du roi de l'Espagne (1516-1700)

En lo relativo a los señores de Bizcaya, pueden establecerse tres épocas:
La primera, la apócrifa, que arranca de Andeca y termina en don Zenón; Segunda, la Zuriana, desde Zuría y sus sucesores envueltos en patrañas, pero entre los que quizás exista algo auténtico, y tercera, los notoriamente verdaderos.
No se sabe quien fue el primer señor de Bizcaya.
Es de suponer que, como los Condes de Castilla brillaban por sus hazañas y virtudes cívicas y militares, y su jefatura llegaba hasta Mena y Ayala, y a alguna parte de lo que después fue tierra encartada de Bizcaya, y los Bizcaínos se fijarían en algún caudillo del linaje de los condes castellanos, a quien dieron el señorío, así como otros bizcaínos, los de Durango, se lo entregaron a los reyes de Nabarra.
Estanislao J. de Labayru Historia de Vizcaya, Tomo II, Libro Primero, Capítulo IV

## Légendaires
Selon Lope García de Salazar, il y a eu cinq seigneurs de Biscaye avant les premiers seigneurs qui peuvent être considérés historiques. Ceux-ci sont :
- Jaun (Lope) Zuria.
- Son fils Munso ou Nunso López (909-920) [7]
- Ínigo Esquirra, surnommé « le Gaucher » (el Zurdo ou Ezquerra). Fils du précédent. (920-924)
- Lope II Íñiguez, aussi appelé Lope Díaz le Lindo, fils du précédent. Épouse une dame castillanne. (924-931)
- Sancho López, fils du précédent (931-993)

Et à partir d'ici, la relation des seigneurs coïncide avec ce qui est historique, qui commence avec Ínigo Esquirra, qu'il considère le sixième Seigneur de Biscaye et qui était frère bâtard de Don Sanche.

## Seigneurs historiques
Maison de Haro

Version biscayenne des armes royales d'Espagne

- Iñigo López « Esquirra », premier seigneur de Biscaye (1040-1077)
- Lope Íñiguez, second seigneur de Biscaye (1077-1093)
- Diego López de Haro, troisième seigneur de Biscaye (1093-1124)
- Lope Díaz de Haro, quatrième seigneur de Biscaye (1124-1170)
- Diego López de Haro, cinquième seigneur de Biscaye (1170-1214)
- Lope Díaz de Haro, sixième seigneur de Biscaye (1214-1236)
- Diego López de Haro, septième seigneur de Biscaye (1236-1254)
- Lope Díaz de Haro, huitième seigneur de Biscaye (1254-1288)
- Diego López de Haro, neuvième seigneur de Biscaye (1288 y 1289)
- María Díaz de Haro, dixième seigneure de Biscaye (1289-1295)
- Diego López de Haro "El Intruso", onzième seigneur de Biscaye (1295-1310)
- María Díaz de Haro, reprend la seigneurie après l'arrestation par son oncle (1310-1322)
- Juan Yáñez de Castilla y Díaz de Haro « el Tuerto », douzième seigneur de Biscaye (1322 y 1326)
- María Díaz de Haro, reprend la seigneurie après le décès de son fils (1326-1333)

Maison de Bourgogne
- Alphonse XI de Castille (1333-1334)

Maison de Haro
- María Díaz de Haro y Portugal, associée à son mari Juan Nuñez de Lara (1334 et 1349).

Maison de Lara
- Juan Nuñez de Lara (1334-1350)
- Nuño de Lara (1351-1355)
- Juana de Lara (1355-1359)

Maison de Trastamare
- Tello de Castille (1355-1369?)
- Jean Ier de Castille (1369?-1379)

- À partir d'ici, le titre reste lié à la couronne de Castille, et plus tard, à celle d'Espagne, actuellement par le roi Felipe VI.

### Sources
- (es) Cet article est partiellement ou en totalité issu de l’article de Wikipédia en espagnol intitulé « Señorío de Vizcaya » (voir la liste des auteurs).